# Spelartrupper under Europamästerskapet i fotboll 1984
Europamästerskapet i fotboll 1984 var en fotbollsturnering som spelades i Frankrike mellan 12 juni till 27 juni 1984. Till denna turnering valde Uefa att minska antalet spelare från 22 till 20 per nation.

## Grupp 1

### Belgien
Förbundskapten: Guy Thys
| Nr | Pos. | Namn                    | Födelsedatum (ålder)      | Matcher | Mål |          | Klubb           |
| -- | ---- | ----------------------- | ------------------------- | ------- | --- | -------- | --------------- |
| 1  | MV   | Jean-Marie Pfaff        | 4 december 1953 (30 år)   |         |     | Tyskland | Bayern München  |
| 2  | F    | Georges Grün            | 25 januari 1962 (22 år)   |         |     | Belgien  | Anderlecht      |
| 3  | F    | Paul Lambrichts         | 16 oktober 1954 (29 år)   |         |     | Belgien  | Beveren-Waas    |
| 4  | F    | Leo Clijsters           | 6 november 1956 (27 år)   |         |     | Belgien  | Waterschei Thor |
| 5  | F    | Michel de Wolf          | 19 januari 1958 (26 år)   |         |     | Belgien  | Gent            |
| 6  | MF   | Franky Vercauteren      | 28 oktober 1956 (27 år)   |         |     | Belgien  | Anderlecht      |
| 7  | MF   | René Vandereycken       | 22 juli 1953 (30 år)      |         |     | Belgien  | Anderlecht      |
| 8  | MF   | Nico Claesen            | 1 oktober 1962 (21 år)    |         |     | Belgien  | Seraing         |
| 9  | A    | Erwin Vandenbergh       | 26 januari 1959 (25 år)   |         |     | Belgien  | Anderlecht      |
| 10 | MF   | Ludo Coeck              | 26 september 1955 (28 år) |         |     | Italien  | Inter           |
| 11 | MF   | Jan Ceulemans           | 28 februari 1957 (27 år)  |         |     | Belgien  | Club Brugge     |
| 12 | MV   | Jacky Munaron           | 8 september 1956 (27 år)  |         |     | Belgien  | Anderlecht      |
| 13 | F    | Marc Baecke             | 24 juli 1956 (27 år)      |         |     | Belgien  | Beveren-Waas    |
| 14 | MF   | Walter de Greef         | 13 november 1957 (26 år)  |         |     | Belgien  | Anderlecht      |
| 15 | F    | René Verheyen           | 20 mars 1952 (32 år)      |         |     | Belgien  | Club Brugge     |
| 16 | MF   | Enzo Scifo              | 19 februari 1966 (18 år)  |         |     | Belgien  | Anderlecht      |
| 17 | MF   | Eddy Voordeckers        | 4 februari 1960 (24 år)   |         |     | Belgien  | Waterschei Thor |
| 18 | A    | Alexandre Czerniatynski | 28 juli 1960 (23 år)      |         |     | Belgien  | Anderlecht      |
| 19 | MF   | Raymond Mommens         | 27 december 1958 (25 år)  |         |     | Belgien  | Lokeren         |
| 20 | MV   | Wim de Coninck          | 23 juli 1959 (24 år)      |         |     | Belgien  | Waregem         |

### Danmark
Förbundskapten:  Sepp Piontek
| Nr | Pos. | Namn                | Födelsedatum (ålder)      | Matcher | Mål |               | Klubb          |
| -- | ---- | ------------------- | ------------------------- | ------- | --- | ------------- | -------------- |
| 1  | MV   | Ole Kjær            | 16 augusti 1954 (29 år)   | 26      |     | Danmark       | Esbjerg fB     |
| 2  | F    | Ole Rasmussen       | 19 mars 1952 (32 år)      | 38      |     | Tyskland      | Hertha Berlin  |
| 3  | F    | Søren Busk          | 10 april 1953 (31 år)     | 29      |     | Belgien       | Gent           |
| 4  | F    | Morten Olsen        | 14 augusti 1949 (34 år)   | 62      |     | Belgien       | Anderlecht     |
| 5  | F    | Ivan Nielsen        | 9 oktober 1956 (27 år)    | 16      |     | Nederländerna | Feyenoord      |
| 6  | MF   | Søren Lerby         | 1 februari 1958 (26 år)   | 37      |     | Tyskland      | Bayern München |
| 7  | MF   | Jens Jørn Bertelsen | 15 februari 1952 (32 år)  | 44      |     | Belgien       | Seraing        |
| 8  | MF   | Jesper Olsen        | 20 mars 1961 (23 år)      | 16      |     | Nederländerna | Ajax           |
| 9  | MF   | Allan Simonsen      | 15 december 1952 (31 år)  | 46      |     | Danmark       | Vejle BK       |
| 10 | A    | Preben Elkjær       | 11 september 1957 (26 år) | 38      |     | Belgien       | Lokeren        |
| 11 | A    | Klaus Berggreen     | 3 februari 1958 (26 år)   | 14      |     | Italien       | Pisa           |
| 12 | MF   | Jan Mølby           | 4 juli 1963 (20 år)       | 8       |     | Nederländerna | Ajax           |
| 13 | MF   | John Lauridsen      | 2 april 1959 (25 år)      | 15      |     | Spanien       | Espanyol       |
| 14 | A    | Michael Laudrup     | 15 juni 1964 (19 år)      | 13      |     | Italien       | Lazio          |
| 15 | MF   | Frank Arnesen       | 30 september 1956 (27 år) | 31      |     | Belgien       | Anderlecht     |
| 16 | MV   | Troels Rasmussen    | 7 april 1961 (23 år)      | 7       |     | Danmark       | Aarhus         |
| 17 | A    | Steen Thychosen     | 22 september 1958 (25 år) | 1       |     | Danmark       | Vejle BK       |
| 18 | F    | John Sivebæk        | 25 oktober 1961 (22 år)   | 20      |     | Danmark       | Vejle BK       |
| 19 | A    | Kenneth Brylle      | 22 maj 1959 (25 år)       | 8       |     | Belgien       | Anderlecht     |
| 20 | MV   | Ole Qvist           | 25 februari 1950 (34 år)  | 25      |     | Danmark       | KB             |

### Frankrike
Förbundskapten: Michel Hidalgo
| Nr | Pos. | Namn                   | Födelsedatum (ålder)     | Matcher | Mål |           | Klubb               |
| -- | ---- | ---------------------- | ------------------------ | ------- | --- | --------- | ------------------- |
| 1  | MV   | Joël Bats              | 4 januari 1957 (27 år)   | 7       |     | Frankrike | Auxerre             |
| 2  | F    | Manuel Amoros          | 1 februari 1962 (22 år)  | 21      |     | Frankrike | Monaco              |
| 3  | F    | Jean-François Domergue | 23 juni 1957 (26 år)     | 1       |     | Frankrike | Toulouse            |
| 4  | F    | Maxime Bossis          | 26 juni 1955 (28 år)     | 55      |     | Frankrike | Nantes              |
| 5  | F    | Patrick Battiston      | 12 mars 1957 (27 år)     | 31      |     | Frankrike | Bordeaux            |
| 6  | MF   | Luis Fernandez         | 2 oktober 1959 (24 år)   | 12      |     | Frankrike | Paris Saint-Germain |
| 7  | MF   | Jean-Marc Ferreri      | 26 december 1962 (21 år) | 9       |     | Frankrike | Auxerre             |
| 8  | MF   | Daniel Bravo           | 9 februari 1963 (21 år)  | 8       |     | Frankrike | Monaco              |
| 9  | MF   | Bernard Genghini       | 18 januari 1958 (26 år)  | 22      |     | Frankrike | Monaco              |
| 10 | MF   | Michel Platini         | 21 juni 1955 (28 år)     | 48      |     | Italien   | Juventus            |
| 11 | MF   | Bruno Bellone          | 14 mars 1962 (22 år)     | 14      |     | Frankrike | Monaco              |
| 12 | MF   | Alain Giresse          | 2 augusti 1952 (31 år)   | 28      |     | Frankrike | Bordeaux            |
| 13 | MF   | Didier Six             | 21 augusti 1954 (29 år)  | 49      |     | Frankrike | Mulhouse            |
| 14 | MF   | Jean Tigana            | 23 juni 1955 (28 år)     | 28      |     | Frankrike | Bordeaux            |
| 15 | F    | Yvon Le Roux           | 19 april 1960 (24 år)    | 9       |     | Frankrike | Monaco              |
| 16 | A    | Dominique Rocheteau    | 14 januari 1955 (29 år)  | 37      |     | Frankrike | Paris Saint-Germain |
| 17 | A    | Bernard Lacombe        | 15 augusti 1952 (31 år)  | 34      |     | Frankrike | Bordeaux            |
| 18 | F    | Thierry Tusseau        | 19 januari 1958 (26 år)  | 10      |     | Frankrike | Bordeaux            |
| 19 | MV   | Philippe Bergeroo      | 13 januari 1954 (30 år)  | 3       |     | Frankrike | Toulouse            |
| 20 | MV   | Albert Rust            | 10 oktober 1953 (30 år)  | 0       |     | Frankrike | Sochaux             |

### Jugoslavien
Förbundskapten: Todor Veselinović
| Nr | Pos. | Namn               | Födelsedatum (ålder)      | Matcher | Mål |                                                 | Klubb                |
| -- | ---- | ------------------ | ------------------------- | ------- | --- | ----------------------------------------------- | -------------------- |
| 1  | MV   | Zoran Simović      | 2 november 1954 (29 år)   |         |     | Socialistiska federativa republiken Jugoslavien | Hajduk Split         |
| 2  | F    | Nenad Stojković    | 26 maj 1957 (27 år)       |         |     | Socialistiska federativa republiken Jugoslavien | Partizan Belgrad     |
| 3  | F    | Mirsad Baljić      | 4 mars 1962 (22 år)       |         |     | Socialistiska federativa republiken Jugoslavien | Željezničar Sarajevo |
| 4  | F    | Srečko Katanec     | 16 juli 1963 (20 år)      |         |     | Socialistiska federativa republiken Jugoslavien | Olimpija Ljubljana   |
| 5  | F    | Velimir Zajec      | 12 februari 1956 (28 år)  |         |     | Socialistiska federativa republiken Jugoslavien | Dinamo Zagreb        |
| 6  | F    | Ljubomir Radanović | 21 juli 1960 (23 år)      |         |     | Socialistiska federativa republiken Jugoslavien | Partizan Belgrad     |
| 7  | MF   | Miloš Šestić       | 8 augusti 1958 (25 år)    |         |     | Socialistiska federativa republiken Jugoslavien | Röda Stjärnan        |
| 8  | MF   | Ivan Gudelj        | 21 september 1960 (23 år) |         |     | Socialistiska federativa republiken Jugoslavien | Hajduk Split         |
| 9  | MF   | Safet Sušić        | 13 april 1955 (29 år)     |         |     | Frankrike                                       | Paris Saint-Germain  |
| 10 | MF   | Mehmed Baždarević  | 20 september 1960 (23 år) |         |     | Socialistiska federativa republiken Jugoslavien | Željezničar Sarajevo |
| 11 | A    | Zlatko Vujović     | 26 augusti 1958 (25 år)   |         |     | Socialistiska federativa republiken Jugoslavien | Hajsuk Split         |
| 12 | MV   | Tomislav Ivković   | 11 augusti 1958 (25 år)   |         |     | Socialistiska federativa republiken Jugoslavien | Röda Stjärnan        |
| 13 | F    | Faruk Hadžibegić   | 7 oktober 1957 (26 år)    |         |     | Socialistiska federativa republiken Jugoslavien | FK Sarajevo          |
| 14 | F    | Marko Elsner       | 11 april 1960 (24 år)     |         |     | Socialistiska federativa republiken Jugoslavien | Röda Stjärnan        |
| 15 | F    | Branko Miljuš      | 17 augusti 1961 (22 år)   |         |     | Socialistiska federativa republiken Jugoslavien | Hajduk Split         |
| 16 | MF   | Dragan Stojković   | 3 mars 1965 (19 år)       |         |     | Socialistiska federativa republiken Jugoslavien | Radnički Niš         |
| 17 | A    | Josip Čop          | 14 oktober 1954 (29 år)   |         |     | Socialistiska federativa republiken Jugoslavien | Hajduk Split         |
| 18 | A    | Stjepan Deverić    | 20 augusti 1961 (22 år)   |         |     | Socialistiska federativa republiken Jugoslavien | Dinamo Zagreb        |
| 19 | A    | Sulejman Halilović | 14 november 1955 (28 år)  |         |     | Socialistiska federativa republiken Jugoslavien | Dinamo Vinkovci      |
| 20 | MF   | Borislav Cvetković | 30 september 1962 (21 år) |         |     | Socialistiska federativa republiken Jugoslavien | Dinamo Zagreb        |

## Grupp 2

### Portugal
Förbundskapten: Fernando Cabrita
| Nr | Pos. | Namn                 | Födelsedatum (ålder)      | Matcher | Mål |          | Klubb              |
| -- | ---- | -------------------- | ------------------------- | ------- | --- | -------- | ------------------ |
| 1  | MV   | Manuel Bento         | 25 juni 1948 (35 år)      |         |     | Portugal | Benfica            |
| 2  | A    | Tamagnini Nené       | 20 november 1949 (34 år)  |         |     | Portugal | Benfica            |
| 3  | A    | Rui Jordão           | 9 augusti 1952 (31 år)    |         |     | Portugal | Sporting Lissabon  |
| 4  | MF   | Fernando Chalana     | 10 februari 1959 (25 år)  |         |     | Portugal | Benfica            |
| 5  | MF   | Vermelhinho          | 9 mars 1959 (25 år)       |         |     | Portugal | Porto              |
| 6  | A    | Fernando Gomes       | 22 november 1956 (27 år)  |         |     | Portugal | Porto              |
| 7  | MF   | Carlos Manuel        | 15 januari 1958 (26 år)   |         |     | Portugal | Benfica            |
| 8  | F    | António Veloso       | 31 januari 1957 (27 år)   |         |     | Portugal | Benfica            |
| 9  | F    | João Pinto           | 21 november 1961 (22 år)  |         |     | Portugal | Porto              |
| 10 | F    | António Lima Pereira | 1 februari 1952 (32 år)   |         |     | Portugal | Porto              |
| 11 | F    | Eurico Gomes         | 29 september 1955 (28 år) |         |     | Portugal | Porto              |
| 12 | MV   | Jorge Martins        | 12 augusti 1954 (29 år)   |         |     | Portugal | Vitória de Setúbal |
| 13 | MF   | António Sousa        | 28 april 1957 (27 år)     |         |     | Portugal | Porto              |
| 14 | MF   | António Frasco       | 16 januari 1955 (29 år)   |         |     | Portugal | Porto              |
| 15 | MF   | Jaime Pacheco        | 22 juli 1958 (25 år)      |         |     | Portugal | Porto              |
| 16 | MF   | António Bastos Lopes | 19 november 1953 (30 år)  |         |     | Portugal | Benfica            |
| 17 | F    | Álvaro Monteiro      | 3 januari 1961 (23 år)    |         |     | Portugal | Benfica            |
| 18 | F    | Eduardo Luís         | 6 januari 1955 (29 år)    |         |     | Portugal | Porto              |
| 19 | A    | Diamantino Miranda   | 3 augusti 1959 (24 år)    |         |     | Portugal | Benfica            |
| 20 | MV   | Vítor Damas          | 8 oktober 1947 (36 år)    |         |     | Portugal | Portimonense       |

### Rumänien
Förbundskapten: Mircea Lucescu
| Nr | Pos. | Namn               | Födelsedatum (ålder)     | Matcher | Mål |          | Klubb                 |
| -- | ---- | ------------------ | ------------------------ | ------- | --- | -------- | --------------------- |
| 1  | MV   | Silviu Lung        | 9 september 1956 (27 år) |         |     | Rumänien | Universitatea Craiova |
| 2  | F    | Mircea Rednic      | 19 april 1962 (22 år)    |         |     | Rumänien | Dinamo Bukarest       |
| 3  | F    | Costică Ștefănescu | 26 mars 1951 (33 år)     |         |     | Rumänien | Universitatea Craiova |
| 4  | F    | Nicolae Ungureanu  | 11 november 1956 (27 år) |         |     | Rumänien | Universitatea Craiova |
| 5  | MF   | Aurel Țicleanu     | 20 januari 1959 (25 år)  |         |     | Rumänien | Universitatea Craiova |
| 6  | F    | Gino Iorgulescu    | 15 maj 1956 (28 år)      |         |     | Rumänien | Sportul Studențesc    |
| 7  | A    | Marcel Coraș       | 14 maj 1959 (25 år)      |         |     | Rumänien | Sportul Studențesc    |
| 8  | F    | Michael Klein      | 10 oktober 1959 (24 år)  |         |     | Rumänien | Corvinul Hunedoara    |
| 9  | A    | Rodion Cămătaru    | 22 juni 1958 (25 år)     |         |     | Rumänien | Universitatea Craiova |
| 10 | MF   | László Bölöni      | 11 mars 1953 (31 år)     |         |     | Rumänien | ASA Târgu Mureș       |
| 11 | MF   | Gheorghe Hagi      | 5 februari 1965 (19 år)  |         |     | Rumänien | Sportul Studențesc    |
| 12 | MV   | Dumitru Moraru     | 1 maj 1956 (28 år)       |         |     | Rumänien | Dinamo Bukarest       |
| 13 | F    | Ioan Andone        | 15 mars 1960 (24 år)     |         |     | Rumänien | Dinamo Bukarest       |
| 14 | MF   | Mircea Irimescu    | 13 maj 1959 (25 år)      |         |     | Rumänien | Universitatea Craiova |
| 15 | MF   | Marin Dragnea      | 1 januari 1956 (28 år)   |         |     | Rumänien | Dinamo Bukarest       |
| 16 | F    | Nicolae Negrilă    | 23 juli 1954 (29 år)     |         |     | Rumänien | Universitatea Craiova |
| 17 | A    | Ion Adrian Zare    | 11 maj 1959 (25 år)      |         |     | Rumänien | Bihor                 |
| 18 | MF   | Ionel Augustin     | 11 oktober 1955 (28 år)  |         |     | Rumänien | Dinamo Bukarest       |
| 19 | A    | Romulus Gabor      | 14 oktober 1961 (22 år)  |         |     | Rumänien | Corvinul Hunedoara    |
| 20 | MV   | Vasile Iordache    | 9 oktober 1950 (33 år)   |         |     | Rumänien | Steaua Bukarest       |

### Spanien
Förbundskapten: Miguel Muñoz
| Nr | Pos. | Namn                    | Födelsedatum (ålder)     | Matcher | Mål |         | Klubb           |
| -- | ---- | ----------------------- | ------------------------ | ------- | --- | ------- | --------------- |
| 1  | MV   | Luis Arconada           | 26 juni 1954 (29 år)     | 57      |     | Spanien | Real Sociedad   |
| 2  | F    | Santiago Urquiaga       | 18 april 1958 (26 år)    | 9       |     | Spanien | Athletic Bilbao |
| 3  | F    | José Antonio Camacho    | 8 juni 1955 (29 år)      | 48      |     | Spanien | Real Madrid     |
| 4  | F    | Antonio Maceda          | 16 maj 1957 (27 år)      | 18      |     | Spanien | Sporting Gijón  |
| 5  | F    | Andoni Goikoetxea       | 23 maj 1956 (28 år)      | 12      |     | Spanien | Athletic Bilbao |
| 6  | F    | Rafael Gordillo         | 24 februari 1957 (27 år) | 49      |     | Spanien | Real Betis      |
| 7  | MF   | Juan Antonio Señor      | 26 augusti 1958 (25 år)  | 15      |     | Spanien | Real Zaragoza   |
| 8  | MF   | Víctor Muñoz            | 15 mars 1957 (27 år)     | 20      |     | Spanien | Barcelona       |
| 9  | A    | Santillana              | 23 augusti 1952 (31 år)  | 48      |     | Spanien | Real Madrid     |
| 10 | MF   | Ricardo Gallego         | 8 februari 1959 (25 år)  | 12      |     | Spanien | Real Madrid     |
| 11 | A    | Francisco José Carrasco | 6 mars 1959 (25 år)      | 21      |     | Spanien | Barcelona       |
| 12 | F    | Salvador García         | 4 mars 1961 (23 år)      | 3       |     | Spanien | Real Zaragoza   |
| 13 | MV   | Francisco Buyo          | 13 januari 1958 (26 år)  | 2       |     | Spanien | Sevilla         |
| 14 | F    | Julio Alberto Moreno    | 7 oktober 1958 (25 år)   | 5       |     | Spanien | Barcelona       |
| 15 | MF   | Roberto Fernández       | 5 juli 1962 (21 år)      | 2       |     | Spanien | Valencia        |
| 16 | MF   | Francisco López         | 1 november 1962 (21 år)  | 5       |     | Spanien | Sevilla         |
| 17 | A    | Marcos Alonso           | 1 oktober 1959 (24 år)   | 19      |     | Spanien | Barcelona       |
| 18 | A    | Emilio Butragueño       | 22 juli 1963 (20 år)     | 0       |     | Spanien | Real Madrid     |
| 19 | A    | Manuel Sarabia          | 9 januari 1957 (27 år)   | 8       |     | Spanien | Athletic Bilbao |
| 20 | MV   | Andoni Zubizarreta      | 23 oktober 1961 (22 år)  | 0       |     | Spanien | Athletic Bilbao |

### Västtyskland
Förbundskapten: Jupp Derwall
| Nr | Pos. | Namn                  | Födelsedatum (ålder)      | Matcher | Mål |          | Klubb                    |
| -- | ---- | --------------------- | ------------------------- | ------- | --- | -------- | ------------------------ |
| 1  | MV   | Harald Schumacher     | 6 mars 1954 (30 år)       | 48      |     | Tyskland | Köln                     |
| 2  | F    | Hans-Peter Briegel    | 11 oktober 1955 (28 år)   | 50      |     | Tyskland | Kaiserslautern           |
| 3  | F    | Gerd Strack           | 1 september 1955 (28 år)  | 10      |     | Tyskland | Köln                     |
| 4  | F    | Karlheinz Förster     | 25 juli 1958 (25 år)      | 58      |     | Tyskland | VfB Stuttgart            |
| 5  | F    | Bernd Förster         | 3 maj 1956 (28 år)        | 30      |     | Tyskland | VfB Stuttgart            |
| 6  | MF   | Wolfgang Rolff        | 26 december 1959 (24 år)  | 10      |     | Tyskland | Hamburger SV             |
| 7  | F    | Andreas Brehme        | 9 november 1960 (23 år)   | 5       |     | Tyskland | Kaiserslautern           |
| 8  | A    | Klaus Allofs          | 5 december 1956 (27 år)   | 29      |     | Tyskland | Köln                     |
| 9  | A    | Rudi Völler           | 13 april 1960 (24 år)     | 15      |     | Tyskland | Werder Bremen            |
| 10 | MF   | Norbert Meier         | 20 september 1958 (25 år) | 12      |     | Tyskland | Werder Bremen            |
| 11 | A    | Karl-Heinz Rummenigge | 25 september 1955 (28 år) | 75      |     | Tyskland | Bayern München           |
| 12 | MV   | Dieter Burdenski      | 26 november 1950 (33 år)  | 12      |     | Tyskland | Werder Bremen            |
| 13 | MF   | Lothar Matthäus       | 21 mars 1961 (23 år)      | 23      |     | Tyskland | Borussia Mönchengladbach |
| 14 | MF   | Ralf Falkenmayer      | 11 februari 1963 (21 år)  | 0       |     | Tyskland | Eintracht Frankfurt      |
| 15 | F    | Uli Stielike          | 15 november 1954 (29 år)  | 38      |     | Spanien  | Real Madrid              |
| 16 | MF   | Hans-Günter Bruns     | 15 november 1954 (29 år)  | 3       |     | Tyskland | Borussia Mönchengladbach |
| 17 | MF   | Pierre Littbarski     | 16 april 1960 (24 år)     | 26      |     | Tyskland | Köln                     |
| 18 | F    | Guido Buchwald        | 24 januari 1961 (23 år)   | 1       |     | Tyskland | VfB Stuttgart            |
| 19 | MF   | Rudolf Bommer         | 19 augusti 1957 (26 år)   | 4       |     | Tyskland | Fortuna Düsseldorf       |
| 20 | MV   | Helmut Roleder        | 9 oktober 1953 (30 år)    | 1       |     | Tyskland | VfB Stuttgart            |